# Symbrenthia lombokensis
Symbrenthia lombokensis är en fjärilsart som beskrevs av Hans Fruhstorfer 1900. Symbrenthia lombokensis ingår i släktet Symbrenthia och familjen praktfjärilar. Inga underarter finns listade i Catalogue of Life.